# Björn Sülter

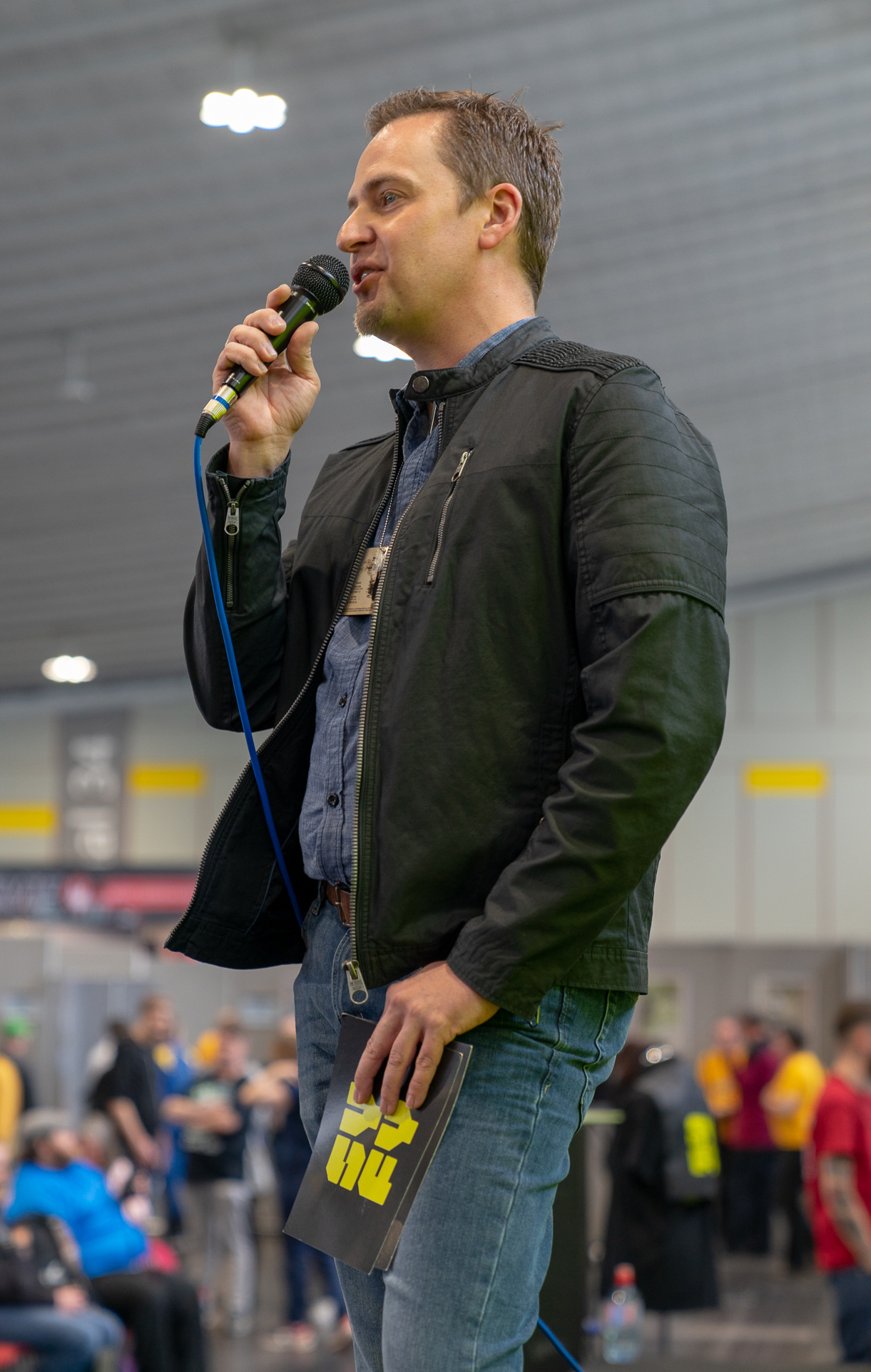
Björn Sülter moderiert für den Fernsehsender SYFY die Fanbühne auf der Destination Star Trek Germany im April 2018.

Björn Sülter (* 1977 in Berlin) ist ein deutscher Autor, Journalist, Moderator, Podcaster, Hörbuchsprecher und Verleger.

## Leben und Wirken
Björn Sülter wuchs in Berlin auf und lebt heute in der Nähe von Kiel.
Neben dem Verfassen von Jugend- und Sachbüchern sowie Romanen ist Sülter als Journalist für verschiedene Publikationen tätig, u. a. für das Magazin Geek!, den FedCon Insider, das Medienmagazin Quotenmeter und das Szeneportal Serienjunkies.de.
Als Moderator hat er unter anderem die Verleihung des Deutschen Phantastik Preis 2018 begleitet. Seit 2017 moderiert er seinen Star-Trek-Podcast Planet Trek fm.
Seit 2018 ist er Verlagsleiter von Der Verlag in Farbe und Bunt, in dem auch seine bisherigen Buchveröffentlichungen erschienen sind, und fungiert als Experte für den Onlineauftritt des Fernsehsenders SyFy. Seit 2018 ist er zudem Herausgeber und Chefredakteur des Phantastika Magazins (1997 bis 2020: Corona Magazine). Seit Ende 2019 fungiert er als Chefredakteur des Printmagazins TV-Klassiker.
2021 verlegte Sülter BLUTLAUF – Jogge nie allein! von Danny Morgenstern und wurde Chefredakteur des Magazins "Geek!"

## Auszeichnungen
- Deutscher Phantastik-Preis 2019 in der Kategorie Bestes Sekundärwerk für Es lebe Star Trek – Ein Phänomen, zwei Leben[6]

## Schriften
- Beyond Berlin – Teil 1: Ein kleiner Schritt für ein Mädchen. Der Verlag in Farbe und Bunt, Mülheim an der Ruhr 2018. ISBN 978-3-95936-121-7. (Roman)
- Beyond Berlin – Teil 2: Ins Ungewisse. Der Verlag in Farbe und Bunt, Osdorf 2020. ISBN 978-3-95936-194-1. (Roman)
- Yula und die Sterne. Der Verlag in Farbe und Bunt, Osdorf 2023. ISBN 978-3-95936-432-4. (Roman)
- Ein Fall für die Patchwork Kids: Leiche auf dem Freizeitdeck. Der Verlag in Farbe und Bunt, Mülheim an der Ruhr 2018. ISBN 978-3-95936-124-8. (Jugendbuch)
- Es lebe Star Trek – Ein Phänomen, zwei Leben. Der Verlag in Farbe und Bunt, Mülheim an der Ruhr 2018. ISBN 978-3-95936-105-7. (Sachbuch)
- Es lebe Star Trek – Mehrbändige Neuauflage: Band 1 "Die ersten 50 Jahre" (1966–2016). Der Verlag in Farbe und Bunt, Osdorf 2023. ISBN 978-3-95936-446-1 (Sachbuch)
- Es lebe Star Trek –  Mehrbändige Neuauflage: Band 2 "Neustart im Streamingzeitalter"  (2017–2023). Der Verlag in Farbe und Bunt, Osdorf 2023. ISBN 978-3-95936-448-5 (Sachbuch)
- Die Star-Trek-Chronik – Teil 1: Star Trek: Enterprise. Der Verlag in Farbe und Bunt, Osdorf 2020. ISBN 978-3-95936-192-7. (Sachbuch)
- Die Star-Trek-Chronik – Teil 2: Star Trek: Raumschiff Enterprise. Der Verlag in Farbe und Bunt, Osdorf 2021. ISBN 978-3-95936-281-8. (Sachbuch)
- Die Star-Trek-Chronik – Teil 3: Star Trek: The Next Generation. Der Verlag in Farbe und     Bunt, Osdorf 2022. ISBN 978-3-95936-359-4 (Sachbuch)
- Die Star-Trek-Chronik – Teil 4: Star Trek: Picard. Der Verlag in Farbe und     Bunt, Osdorf 2023. ISBN 978-3-95936-398-3 (Sachbuch)
- Die Star-Trek-Chronik – Teil 5: Star Trek: Deep Space Nine. Der Verlag in Farbe und Bunt, Osdorf 2023. ISBN 978-3-95936-460-7 (Sachbuch)
- Die Babylon 5-Chronik – Teil 1: Staffel 1 – "Zeichen und Wunder". Der Verlag in Farbe und Bunt, Osdorf 2023. ISBN 978-3-95936-369-3 (Sachbuch)
- Die Babylon 5-Chronik – Teil 2: Staffel 2 – "Schatten am Horizont". Der Verlag in Farbe und Bunt, Osdorf 2023. ISBN 978-3-95936-383-9 (Sachbuch)
- Hallo, Herr Kaiser! Das Leben ist wilder, als man denkt. Der Verlag in Farbe und Bunt, Osdorf 2021. ISBN 978-3-95936-224-5 (Biografie) mit Nick Wilder

## Hörbücher
- 2019: M.W. Ludwig: Der Earl von Gaudibert (Hörbuchmanufaktur Berlin)
- 2019: Jana Oltersdorff: Dunkle Begegnungen (Geschichte: Die letzte Reise) (Hörbuchmanufaktur Berlin)
- 2019: Rudy Josephs: Star Trek: The Next Generation – Q sind herzlich ausgeladen (Rohde Verlag)
- 2023: Andrew J. Robinson: Star Trek: Deep Space Nine – Ein Stich zur rechten Zeit (Verlag in Farbe und Bunt)

## Übersetzungen
- Illustriertes Handbuch: Die U.S.S. Enterprise NCC-1701-D / Captain Picards Schiff aus Star Trek: The Next Generation. Cross Cult Verlag, Ludwigsburg 2021. ISBN 978-3-96658-414-2 (Sachbuch) mit Claudia Kern
- Illustriertes Handbuch: Deep Space Nine & die U.S.S. Defiant / Die Raumstation und das Schiff aus Star Trek: Deep Space Nine. Cross Cult Verlag, Ludwigsburg 2024. ISBN 978-3-96658-414-2 (Sachbuch) mit Claudia Kern
- Illustriertes Handbuch: Die U.S.S. Voyager NCC-74656 / Captain Janeways Schiff aus Star Trek: Voyager. Cross Cult Verlag, Ludwigsburg 2024. ISBN 978-3-96658-414-2 (Sachbuch) mit Helga Parmiter
- Die Gegner in Star Trek. Cross Cult Verlag, Ludwigsburg 2022. ISBN 978-3-96658-631-3 (Sachbuch)
- Star Trek Cocktails – Unendliche Drinks in unendlicher Kombination. Cross Cult Verlag, Ludwigsburg 2024. ISBN 978-3-96658-950-5 (Sachbuch)
- Game of Thrones: House of the Dragon – Die Entstehung einer Dynastie. Panini Verlags GmbH, Stuttgart 2023. ISBN 978-3-8332-4287-8 (Sachbuch)
- Star Trek: Lower Decks – Selten dort, wo noch niemand zuvor gewesen ist. Cross Cult Verlag, Ludwigsburg 2023. ISBN 978-3-98666-266-0 (Comic)
- Star Trek: The Next Generation – Zeit des Wandels Teil 1: Geburt. Cross Cult Verlag, Ludwigsburg 2023. ISBN 978-3-98666-162-5 (Roman)
- Star Trek: The Next Generation – Zeit des Wandels Teil 2: Tod. Cross Cult Verlag, Ludwigsburg 2023. ISBN 978-3-98666-164-9 (Roman)
- Star Trek: The Next Generation – Zeit des Wandels Teil 3: Aussaat. Cross Cult Verlag, Ludwigsburg 2023. ISBN 978-3-98666-166-3 (Roman)
- Star Trek: The Next Generation – Zeit des Wandels Teil 4: Ernte. Cross Cult Verlag, Ludwigsburg 2024. ISBN 978-3-98666-414-5 (Roman)
- Star Trek: The Next Generation – Zeit des Wandels Teil 5: Liebe. Cross Cult Verlag, Ludwigsburg 2024. ISBN 978-3-98666-430-5 (Roman)
- Star Trek: The Next Generation – Zeit des Wandels Teil 6: Hass. Cross Cult Verlag, Ludwigsburg 2024. ISBN 978-3-98666-439-8 (Roman)
- Star Trek: The Next Generation – Zeit des Wandels Teil 7: Töten. Cross Cult Verlag, Ludwigsburg 2024. ISBN 978-3-98666-174-8 (Roman)
- Star Trek: The Next Generation – Zeit des Wandels Teil 8: Heilen. Cross Cult Verlag, Ludwigsburg 2024. ISBN 978-3-98666-176-2 (Roman)